# یواس‌سی و جی‌اس راهنمای (۱۹۱۸)
یواس‌سی و جی‌اس راهنمای (۱۹۱۸) (به انگلیسی: USC&GS Guide (1918)) یک کشتی بود که طول آن ۱۸۷٫۸ فوت (۵۷٫۲ متر) بود. این کشتی در سال ۱۹۱۸ ساخته شد.